# Ehrenpokal der Luftwaffe

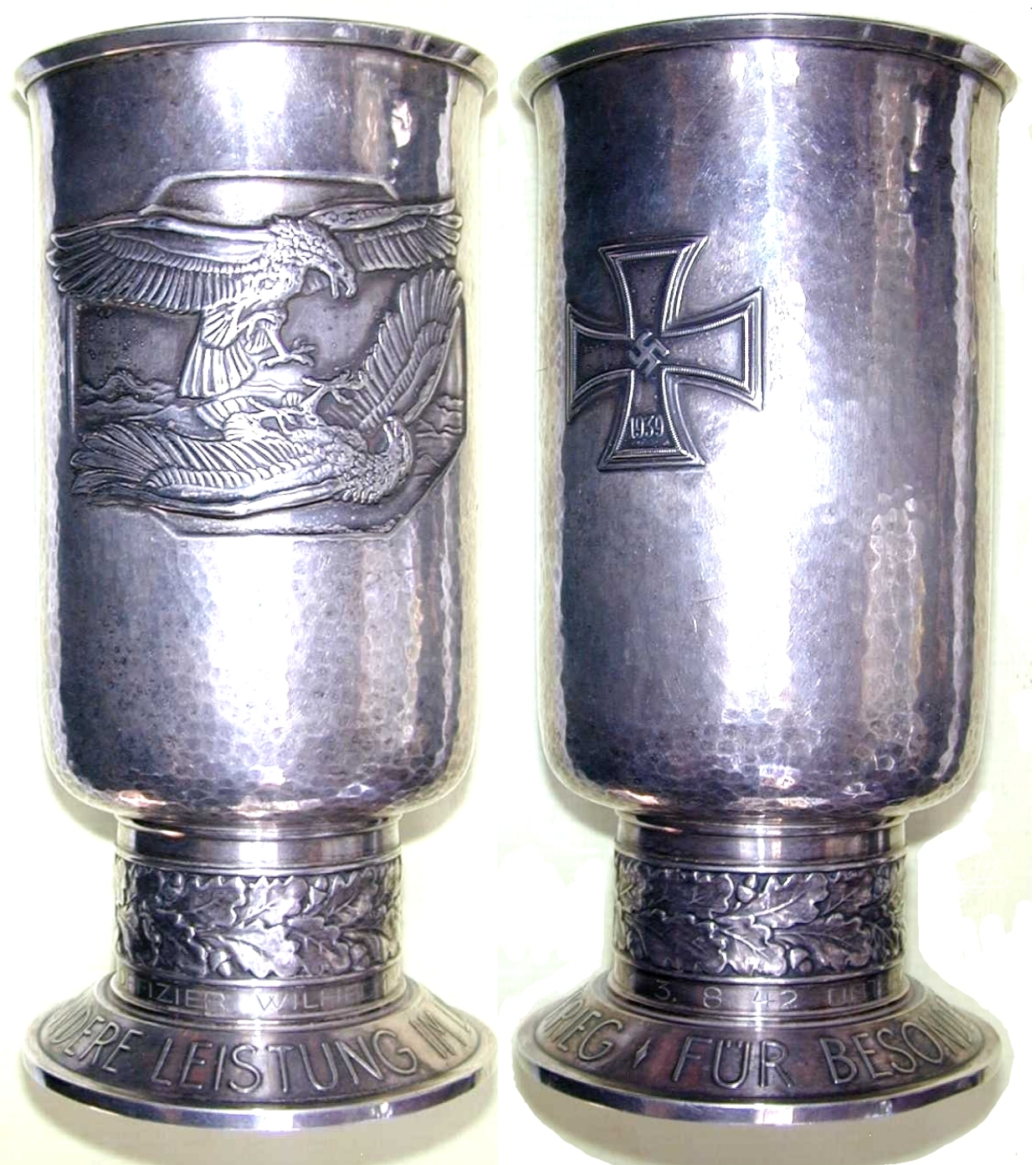
Coupe d'honneur de la Luftwaffe.

La Ehrenpokal der Luftwaffe, ou coupe d'honneur de la Luftwaffe est une récompense de l’armée allemande pendant la Seconde Guerre mondiale.

## Historique
La Ehrenpokal der Luftwaffe a été créée le 27 février 1940 par le Reichsmarschall Hermann Göring, alors ministre de l'Aviation du Reich et commandant en chef de la Luftwaffe. La coupe est officiellement connue comme la Ehrenpokal für besondere Leistung im Luftkrieg, ou « coupe d’honneur pour performance exceptionnelle dans la guerre aérienne ». 

## Attributions
Cette récompense a été seulement donnée au personnel navigant, pilotes ou personnels navigants. Les noms des bénéficiaires étaient publiés dans le périodique de la Luftwaffe Ehrenliste der Deutschen Luftwaffe, ou « Liste d'honneur de l'Armée de l'Air allemande ». Les archives allemandes indiquent qu'environ 58 000 Ehrenpokal ont été attribuées sur le papier. En fait, 13 à 15 000 coupes seulement ont été effectivement décernées, selon les dossiers. Cette récompense était attribuée aux équipages ayant déjà reçu la croix de fer première classe, mais dont les performances ne justifiaient pas l’attribution de la croix allemande, ni la croix de chevalier de la croix de fer.

## Description
La coupe réelle pouvait être produite dans deux matériaux différents, l'argent fin (Feinsilber) ou le maillechort (Alpaka). La taille de la coupe était d’environ 200 mm de haut pour 100 mm de diamètre. La coupe était réalisée en deux pièces, qui était assemblées pour former l’objet. La face de la coupe représentait deux aigles dans un combat mortel, alors que le revers portait une croix de fer en haut-relief. Des feuilles de chêne et des glands ornaient le pied, alors que la base portait l’inscription Für Besondere Leistung im Luftkrieg.

## Sources
- Klaus D Patzwall: Der Ehrenpokal für besondere Leistungen im Luftkrieg , Patzwall, K, 2008.